# Libnotes subaequalis
Libnotes subaequalis là một loài ruồi trong họ Limoniidae. Chúng phân bố ở miền Australasia.